# Гвоздени метеорит
Гвоздени метеорит је тип метеорита који се највећим делом састоји од легуре гвожђа и никла, познате и под именом „метеоритско гвожђе“. Најчешће садржи  две минералне фазе — камацит и таенит. Гвоздени метеори воде порекло од језгра планета.

## Подела
Према структури гвоздени метеори се деле у три групе, засноване на присуству или одсуству Видманштетенове структуре.
| Р. Б. | Назив       | Ознака | Опис                                                                                                |
| ----- | ----------- | ------ | --------------------------------------------------------------------------------------------------- |
| 1.    | Хексахедрит |        | Мало никла; без Видманштетенове структуре                                                           |
| 2.    | Октахедрит  |        | Средње до много никла; са Видманштетеновом структуром; даља подела на основу дужине ламеле камасита |
| 2а    | Најгрубљи   |        | дужина ламеле > 3.3 mm                                                                              |
| 2б    | Груб        |        | дужина ламеле 1.3-3.3 mm                                                                            |
| 2в    | Средњи      |        | дужина ламеле 0.5-1.3 mm                                                                            |
| 2г    | Фин         |        | дужина ламеле 0.2-0.5 mm                                                                            |
| 2д    | Најфинији   |        | дужина ламеле < 0.2 mm                                                                              |
| 2ђ    | Плеситски   |        | прелазни облик из октахедрита у атаксит                                                             |
| 3.    | Атаксит     |        | веома много никла; без Видманштетенове структуре                                                    |